# Næstved Tidende
Næstved Tidende var et borgerligt dansk dagblad, som primært udkom på Sydsjælland. Avisen udkom sidste gang i 2005, og blev efterfølgende en del af det nye dagblad Sjællandske.

## Historie
Avisen blev grundlagt i 1866, og blev hurtig populær blandt områdets landmænd. Ved århundredskiftet var Næstved Tidende den største provinsavis på Sjælland. I perioden fra 2. verdenskrig til 1971 var den områdets stærkeste avis, og udkonkurrerede alle aviser på Sydsjælland.
Fra hovedsædet på Ringstedgade i Næstved blev der også ejet og udgivet lokalbladene Præstø Avis, Østsjællands Tidende, Møns Tidende og Vordingborg Dagblad.
Avisen blev i 1986 købt af udgiverselskabet Sjællands Tidende fra Slagelse. I efteråret 1996 startede man et samarbejde med Berlingske Tidende om trykkeri og fællesabonnementsordning. Næstved Tidende udkom i 2005 for sidste gang som selvstændig avis, da den blev lagt sammen med Sjællands Tidende og blev til Sjællandske. Ved sammenlægningen havde Næstved Tidende et oplag på 14.400 aviser.Højeste oplagstal havde avisen i 1973 med 27.400 aviser.

## Ekstern henvisning
- Digitaliserede udgaver af Næstved Tidende i Mediestream
- Næstved Tidende i opslagsværket "De Danske Aviser"